# Ciruelos (Segovia)
Ciruelos, llamada en ocasiones Ciruelos de Pradales, es una localidad perteneciente al municipio de Carabias, en la provincia de Segovia, comunidad autónoma de Castilla y León, España. En 2024 contaba con 3 habitantes.

## Toponimia
Se trata hasta la actualidad de un sitio abundante en estos árboles frutales que son el símbolo de la localidad, de ahí su nombre.

## Historia
Anteriormente llamada Ciruelos de Sepúlveda, su territorio fue repoblado durante la Reconquista por la Comunidad de Villa y Tierra de Sepúlveda, quedando encuadrada dentro del Ochavo de las Pedrizas y Valdenavares.
Fue un municipio independiente que posteriormente se uniría a Pradales y Carabias.Tras el éxodo rural posterior a la Guerra Civil, quedó prácticamente despoblado en los años 60. Sin embargo, a partir de los 70, el esfuerzo de sus vecinos restaurando construcciones y presionando a la administración para la llegada de agua corriente y consolidación de vías de comunicación, ha conseguido resucitar el pueblo y alejar por el momento el fantasma de la desaparición.

## Demografía
| 13            | 13 | 9 | 11 | 9 | 12 | 6 | 2 | 2 | 2 | 2 | 2 |
| (Fuente: INE) |    |   |    |   |    |   |   |   |   |   |   |

## Patrimonio
- Iglesia de Nuestra Señora de la Natividad, de origen románico y posteriormente reformado por los vecinos a la dirección de Fernando Vela Orsi. Destaca su portada principal con su primera arquivolta decorada con rosetas de cuatro pétalos inscritas en círculos.
- Aventadora, a modo de monumento de apero agrícola.
- Antiguo pozo.
- La Fuente, antiguamente único suministro de agua, a varios centenares de metros del pueblo
- Sierra de Peñacuerno, perteneciente al conjunto de la Serrezuela, donde existe una senda natural por su Falda.
- Vestigios celtíberos de Los Quemados, hubo un núcleo que contó con una de las mejores murallas arévacas en su defensa frente a los romanos.[3][4][6]

## Fiestas y tradiciones
- Santa Águeda, el 5 de febrero, incluye una procesión religiosa, bailes y degustaciones culinarias.
- Subasta de los palos de la Virgen, en febrero.
- Las rogativas, en primavera, para rezar y procesionar por buen tiempo para las cosechas.
- Natividad de Nuestra Señora, patronales, el segundo fin de semana de agosto.[3][4][6]